# A Mormon Maid
A Mormon Maid er en amerikansk stumfilm fra 1917 af Robert Z. Leonard.

## Medvirkende
- Mae Murray - Dora
- Frank Borzage - Tom Rigdon
- Hobart Bosworth - John Hogue
- Edythe Chapman - Nancy Hogue
- Noah Beery, Sr. - Darius Burr